# Denis Roux
Denis Roux (Montreuil, 5 novembre 1961) è un dirigente sportivo ed ex ciclista su strada francese.

## Palmarès

### Strada
- 1982 (Dilettanti, una vittoria)

Flèche d'Or (Cronocoppie, con Alain Renaud)
- 1983 (Dilettanti, due vittorie)

Classifica generale Tour du Vaucluse
10ª tappa Tour de l'Avenir (Roure > Nîmes)
- 1985 (Renault-Elf, una vittoria)

Classifica generale Tour du Sud-Est
- 1986 (Système U, una vittoria)

10ª tappa Tour de la Communauté Européenne (Carpentras > Gap)
- 1990 (Toshiba, una vittoria)

20ª tappa Vuelta a España (Collado Villalba > Palazuelos de Eresma)
- 1992 (Subaru-Montgomery, una vittoria)

4ª tappa Australian Alpine Classic

#### Altri successi
- 1983 (Dilettanti)

Criterium Dun-le-Palestel
- 1987 (Z-Peugeot)

Classifica scalatori Tour of Britain
- 1988 (Z-Peugeot)

Criterium Castillon-la-Bataille
- 1989 (Toshiba)

Classifica scalatori Tour de Romandie
Criterium Vouneuil-sous-Biard
- 1990 (Toshiba)

Criterium Château-Chinon

## Piazzamenti

### Grandi Giri
- Tour de France

1985: 56º
1987: 20º
1988: 10º
1989: non partito (13ª tappa)
1990: 77º
1991: 16º
- Vuelta a España

1986: fuori tempo massimo (5ª tappa)
1990: 10º

### Classiche monumento
- Liegi-Bastogne-Liegi

1984: 48º
1987: 23º
1988: 31º
1989: 26º
1990: 76º

### Competizioni mondiali
- Campionati del mondo

Altenrhein 1983 - In linea Dilettanti: 58º